# Diamond Ott
Diamond Ott (27 giugno 1981) è un calciatore samoano americano, attaccante della Nazionale di calcio delle Samoa Americane.

## Carriera

### Nazionale
Ha giocato 3 partite in nazionale, tutte nel 2011 e tutte valevoli per le qualificazioni ai Mondiali del 2014.